# John Bigelow
Pour les articles homonymes, voir Bigelow.
John Bigelow, 25 novembre 1817 – 19 décembre 1911, est un avocat, diplomate et homme politique  américain.

## Biographie
Né à Malden-on-Hudson, John Bigelow, Sr. est diplômé d'Union College en 1835 où il est membre de la Sigma Phi Society et de la Philomathean Society (en) avant d'être admis au barreau en 1838. De 1849 à 1861, il est l'un des rédacteurs et copropriétaires du New York Evening Post. Le 11 juin 1850, Bigelow épouse Jane Tunis Poultney qui lui donne neuf enfants.
- John Bigelow, Jr. (en) 12 mai 1854 - 29 février 1936 est diplômé de l'Académie militaire de West Point à New York en 1877. Il sert dans l'armée des États-Unis au Texas avec les Buffalo Soldiers, enseigne à West Point, sert de nouveau dans l'Ouest puis combat et est grièvement blessé à Cuba au cours de la guerre hispano-américaine. Il prend sa retraite en octobre 1904. De 1905 à 1910 il est professeur au MIT. Pendant la Première Guerre mondiale, il est rappelé en service actif et sert à Washington. Il voyage et écrit jusqu'à sa mort en 1936[2]
- Poultney Bigelow (en) (1855-1954) est un avocat ainsi qu'un journaliste et rédacteur remarqué.

## Carrière politique
Bigelow commence sa carrière politique comme réformateur démocrate en collaboration avec William Cullen Bryant à New York. En 1848, ses convictions anti-esclavagistes le conduisent à quitter le parti et il rejoint le Free Soil Party, soutenant la candidature de John Charles Frémont pour président cette année-là. En 1856, il emmène d'autres anciens démocrates dans le nouveau parti républicain. Après que le candidat du parti, Abraham Lincoln, a été élu président en 1860, Lincoln le nomme consul américain à Paris en 1861, progressant du statut de chargé d'affaires à celui d'envoyé extraordinaire et ministre plénipotentiaire à la cour de Napoléon III. À ce titre, en collaboration avec Charles Francis Adams, Sr., l'Ambassadeur des États-Unis au Royaume-Uni, Bigelow contribue à bloquer les tentatives de la France et du Royaume-Uni d'intervenir dans la guerre de Sécession en faveur de la Confédération et joue ainsi un rôle important dans la victoire de l'Union. En 1865, il est nommé Ambassadeur des États-Unis en France. Après avoir quitté ce poste à Paris, il se rend en Allemagne où il réside pendant trois ans, notamment pendant la durée de la guerre franco-prussienne, et devient ami d'Otto von Bismarck.
Après la fin de la guerre, il retourne à New York où il aide son vieil ami Samuel Jones Tilden à lutter contre la corruption qui a prospéré dans la ville dirigée par William Marcy Tweed. En raison du respect universel dans lequel Bigelow est tenu à New York, il est proposé à la candidature par les deux partis politiques pour le bureau de l'État en 1872. Sous l'influence de Tilden, Bigelow décide de rejoindre le parti démocrate, accepte sa nomination et finit élu Secrétaire d'État de New York (en), poste qu'il occupe jusqu'en 1876. Lorsque les démocrates nomment Tilden pour le poste de président en 1876, Bigelow lui sert comme directeur de campagne et à ce titre, conseille Tilden dans le célèbre différend sur le résultat de l'élection présidentielle. Tilden meurt près d'une décennie après que le différend a été tranché en faveur de son rival, Rutherford B. Hayes et Bigelow agit ensuite comme l'un des exécuteurs testamentaires du Tilden Estate Trust. Il réalise les souhaits de Tilden, sur plusieurs années, pour développer la New York Public Library.
Ardent partisan du développement du canal de Panama, il est ami de Philippe Bunau-Varilla qui présente la déclaration d'indépendance du Panama à la résidence de Bigelow. Le drapeau de Panama d'abord proposé est fait par Mme Bunau Varilla mais est rejeté par les Panaméens qui ont créé le leur propre.
La carrière littéraire de Bigelow, commencé avec Bryant au New York Evening Post, comprend plusieurs ouvrages. Il est un de premiers Américains à visiter Haïti avec un esprit ouvert et publie The Wisdom of the Haitians qui, avant la guerre civile, a été l'un des rares ouvrages américains à présenter une vision positive de l'indépendance haïtienne. Il publie une édition de The Autobiography of Benjamin Franklin (en) en 1868 et The Life of Samuel J. Tilden en 1895.

## Postérité
Le 8 août 2001, Rudy Giuliani, alors maire de New York, signe un projet de loi ajoutant le nom « John Bigelow Plaza » à l'intersection de la 41e rue et de la Cinquième avenue au centre de l'arrondissement de Manhattan, directement en face de la célèbre branche principale de la Bibliothèque publique de New York. Son domaine à Highland Falls, New York, appelé The Squirrels, est inscrit sur le Registre national des lieux historiques en 1982.

## Source de la traduction
- (en) Cet article est partiellement ou en totalité issu de l’article de Wikipédia en anglais intitulé « John Bigelow » (voir la liste des auteurs).